# 悲しき16才
「悲しき16才」（かなしき16さい）は、1960年に発表された楽曲である。日本ではザ・ピーナッツが歌唱していた。

## 概要
この楽曲はキャシー・リンデン (Kathy Linden) が歌唱した「Heartaches at sweet sixteen」が元となっており、それを日本語に訳詞した上で1960年に発表した。
前奏や間奏部分で「ヤヤヤーヤ、ヤヤヤヤ…」と歌う特徴的な部分が人気を博した。当時、ザ・ピーナッツは実年齢は19歳であったが、16歳が歌っていることを感じさせるメロディとして作成された。
またこの歌は映画版も存在している。ただし、全体的には前奏等の演奏や曲調が一部相違する程度である。
なお、現存する音源は全て発表当時に録音されたモノラル録音であり、ステレオ録音のものは存在していないが、曲調が少し異なる映画版のものも存在されている。
発表年であった1960年の『第11回NHK紅白歌合戦』でも歌唱されている。
一時期ザ・ピーナッツの全曲集CDには収録されていなかったが、現在は再度収録されるようになった。
なお、タイトルは「悲しき16歳」となっているものもあるが、正確には「悲しき16才」（JASRACにもこのタイトルで届出）である。

## 作成者
- 作詞：音羽たかし
- 作曲：Irving Reid / Ira Kosloff / Tony Springer
- 編曲：宮川泰

## 日本におけるカバー
- 山口百恵（1973年） - 『としごろ』収録
- ヤング101（1973年） - 『ステージ101』のアルバム『ロッカ・バラード・スペシャル』収録
- ゴールデン・ハーフ - 『ゴールデン・ハーフで〜す』収録